# South Haven (Michigan)
South Haven é uma cidade localizada no estado americano de Michigan, no Condado de Allegan e Condado de Van Buren.

## Demografia
Segundo o censo americano de 2000, a sua população era de 5021 habitantes.
Em 2006, foi estimada uma população de 5160, um aumento de 139 (2.8%).

## Geografia
De acordo com o United States Census Bureau tem uma área de
9,1 km², dos quais 9,0 km² cobertos por terra e 0,1 km² cobertos por água. South Haven localiza-se a aproximadamente 202 m acima do nível do mar.

## Localidades na vizinhança
O diagrama seguinte representa as localidades num raio de 24 km ao redor de South Haven.